# Urbanolophium
Urbanolophium Bureau es un género de plantas de la familia Bignoniaceae que tiene dos especies de pequeños árboles o arbustos.
Está considerado un sinónimo del género Haplolophium Cham.

## Especies seleccionadas
- Urbanolophium dusenianum Melch.
- Urbanolophium glaziovii (K.Schum.) Melch.